# Jacek Pilch
Jacek Grzegorz Pilch (ur. 8 maja 1974 w Tuchowie) – polski polityk, poseł na Sejm VI kadencji.

## Życiorys
Ukończył studia z zakresu filologii polskiej na Akademii Pedagogicznej w Krakowie. W trakcie studiów kierował Niezależnym Zrzeszeniem Studentów oraz pełnił funkcję przewodniczącego Samorządu Studentów Akademii Pedagogicznej.
W latach 2000–2005 był prezesem Stowarzyszenia Regiony Wspólnej Europy-Małopolska. Od 2001 należał do Prawa i Sprawiedliwości. W 2007 został wiceprezesem zarządu okręgowego PiS w Tarnowie. Pracował jako dyrektor biur parlamentarnych Adama Bielana i prof. Kazimierza Wiatra. W latach 2006–2007 zasiadał w sejmiku małopolskim, pełnił funkcję przewodniczącego Komisji Rozwoju Regionalnego i Współpracy z Zagranicą oraz przewodniczącego Komisji ds. Euro 2012.
W wyborach parlamentarnych w 2007 uzyskał mandat posła na Sejm VI kadencji z listy Prawa i Sprawiedliwości, otrzymując w okręgu tarnowskim 11 736 głosów. Zasiadał w Komisji ds. Unii Europejskiej oraz Komisji Administracji i Spraw Wewnętrznych. W listopadzie 2010 wystąpił z Prawa i Sprawiedliwości i przystąpił do nowo utworzonego klubu parlamentarnego Polska Jest Najważniejsza. Został także działaczem partii o tej nazwie i jej rzecznikiem prasowym. Startując z jej listy, nie uzyskał reelekcji w wyborach parlamentarnych w 2011.
W grudniu 2013, wraz z resztą rozwiązanej wówczas PJN, współtworzył partię Polska Razem Jarosława Gowina i początkowo był jej koordynatorem w województwie małopolskim. Wkrótce zaprzestał współpracy z tym ugrupowaniem. W 2014 kandydował do rady Tarnowa z listy komitetu Tarnów od nowa, uzyskując 91 głosów. W 2015 został zastępcą dyrektora w kancelarii zarządu województwa małopolskiego. W 2018 ubiegał się o mandat radnego powiatu tarnowskiego.